# Girasoles silvestres
Girasoles silvestres es una película española de 2022 dirigida por Jaime Rosales y protagonizada por Anna Castillo. La película cuenta también con Oriol Pla, Quim Àvila, Lluís Marquès, Manolo Solo y Carolina Yuste en el reparto.

## Sinopsis
Julia es una joven de 22 años en paro y madre de dos niños que se enamora de Óscar, un chico apasionado y conflictivo recién salido de la cárcel. Óscar vacila continuamente entre un amor exaltado, brotes de violencia y vuelta al amor ciego. Una noche, todo acaba en una fuerte paliza después de una discusión por celos. Ella denuncia la agresión y se lo llevan detenido. Días después decide volver con el padre de sus hijos, Marcos, un joven militar destinado en Melilla. Transcurren unos meses felices antes de que todo vuelva a la apatía y a una nueva separación. Julia acaba trabajando en un mercado. Álex, un antiguo amigo del instituto, se convierte en su nueva pareja.

## Reparto
- Anna Castillo como Julia
- Oriol Pla como Óscar
- Quim Ávila como Marcos
- Lluís Marquès como Álex
- Manolo Solo como Roberto
- Carolina Yuste como Maite
- Neus Pàmies como Muriel

## Premios y nominaciones
67.ª edición de los Premios Sant Jordi
| Categoría                         | Candidato     | Resultado |
| --------------------------------- | ------------- | --------- |
| Mejor actriz en película española | Anna Castillo | Ganadora  |

78.ª edición de las Medallas del Círculo de Escritores Cinematográficos
| Categoría              | Candidato     | Resultado |
| ---------------------- | ------------- | --------- |
| Mejor actriz           | Anna Castillo | Nominada  |
| Mejor actor secundario | Manolo Solo   | Nominado  |
| Actor revelación       | Lluís Marqués | Nominado  |